# 블라디보스토크역
블라디보스토크역(Владивостокский вокзал)은 러시아 극동 연방관구 블라디보스토크에 있는 역으로, 시베리아 횡단철도의 종착점이다. 하얼빈으로 가는 동청철도, 블라디보스토크 국제공항(크네비치 역)으로 가는 아에로 익스프레스가 분기한다.

## 역 건물
건물은 시베리아 횡단철도의 시발역인 야로슬랍스키 역의 것과 비슷하게, 17세기의 분위기로 지어졌다. 대합실 천장은 블라디보스토크와 모스크바 양 도시의 상징물로 장식되었다. 1994년까지 초록색으로 칠해져 있었으나, 역사 보수와 함께 상아색으로 바뀌었다.

## 승강장
승강장에는 시베리아 횡단철도 9,288km 지점 기념비가 건립되어 있다. 미국에서 제작한 증기 기관차가 보존되어 있기도 하다.

## 같이 보기
- 한반도종단철도
- 만주횡단철도
- 몽골횡단철도
- 우수리스크
- 포그라니치니
- 하산